# Миллз, Джордж
Джордж Роберт Миллз (англ. George Robert Mills; 29 декабря 1908, Дептфорд, Англия — 15 июля 1970, Торки, Англия) — английский футболист, нападающий. Выступавший всю свою карьеру в футбольном клубе «Челси» и сборной Англии. Является восьмым рекордсменом «Челси» по количеству голов забитых за клуб — 125 голов. По результатам голосования на официальном сайте «Челси», он вошёл в список Легенд клуба.

## Клубная карьера
Миллз перешёл «Челси» из любительского клуба «Бромли» в 1929 году, где провёл всю свою футбольную карьеру. В сезоне 1929/30 он стал лучшим бомбардиром, забив 14 голов в 20 матчах, он помог команде попасть в высший дивизион, несмотря на то, что дебютировал только в декабре. За последующие девять лет Миллз регулярно забивал за клуб, который стал единственным профессиональным в его карьере, и к концу Второй мировой войны на его счету было 123 гола в 229 матчах, несмотря на то, что он не всегда попадал в основной состав. Сезон 1936/37 стал лучшим в его карьере, когда он забил 22 гола в 32 матчах и получил вызов в сборную Англии. Миллз был первым футболистом, который забил 100 голов в чемпионате за клуб. После ухода на пенсию он занялся тренерской карьерой в «Челси». Позже он работал в лондонском Сити в типографской компании. Умер во время отпуска в Торки в 1970 году.

## Карьера в сборной
Миллз провёл за сборную Англии 3 матча в 1937 году. В своём дебютном матче 23 октября 1937 года против сборной Ирландии отметился хет-триком.

## Статистика выступлений

### Клубная статистика
| Клуб  | Лига            | Сезон   | Чемпионат | Чемпионат | Кубок | Кубок | Итого | Итого |
| Клуб  | Лига            | Сезон   | Игры      | Голы      | Игры  | Голы  | Игры  | Голы  |
| ----- | --------------- | ------- | --------- | --------- | ----- | ----- | ----- | ----- |
| Челси | Второй дивизион | 1929/30 | 20        | 14        | 1     | 0     | 21    | 14    |
| Челси | Первый дивизион | 1930/31 | 7         | 2         | 4     | 2     | 11    | 4     |
| Челси | Первый дивизион | 1931/32 | 14        | 9         | 7     | 4     | 21    | 13    |
| Челси | Первый дивизион | 1932/33 | 31        | 14        | 1     | 0     | 32    | 14    |
| Челси | Первый дивизион | 1933/34 | 24        | 13        | 0     | 0     | 24    | 13    |
| Челси | Первый дивизион | 1934/35 | 20        | 8         | 0     | 0     | 20    | 8     |
| Челси | Первый дивизион | 1935/36 | 19        | 11        | 0     | 0     | 19    | 11    |
| Челси | Первый дивизион | 1936/37 | 32        | 22        | 2     | 1     | 34    | 23    |
| Челси | Первый дивизион | 1937/38 | 27        | 13        | 1     | 0     | 28    | 13    |
| Челси | Первый дивизион | 1938/39 | 26        | 12        | 3     | 0     | 29    | 12    |
| Итого | Итого           | Итого   | 220       | 118       | 19    | 7     | 239   | 125   |

### Матчи и голы за сборную
| Матчи и голы Миллза за сборную Англии | Матчи и голы Миллза за сборную Англии | Матчи и голы Миллза за сборную Англии | Матчи и голы Миллза за сборную Англии | Матчи и голы Миллза за сборную Англии | Матчи и голы Миллза за сборную Англии | Матчи и голы Миллза за сборную Англии |
| №                                     | Дата                                  | Оппонент                              | Счёт                                  | Голы                                  | Соревнование                          |                                       |
| ------------------------------------- | ------------------------------------- | ------------------------------------- | ------------------------------------- | ------------------------------------- | ------------------------------------- | ------------------------------------- |
| 1                                     | 23 октября 1937                       | Ирландия                              | 5:1                                   | 3                                     | Домашний чемпионат                    |                                       |
| 2                                     | 17 ноября 1937                        | Уэльс                                 | 2:1                                   | —                                     | Домашний чемпионат                    |                                       |
| 3                                     | 1 декабря 1937                        | Чехословакия                          | 5:4                                   | —                                     | Товарищеский матч                     |                                       |

Итого: 3 матча / 3 гола; 3 победы, 0 ничьих, 0 поражений.